# 노르웨이 요리

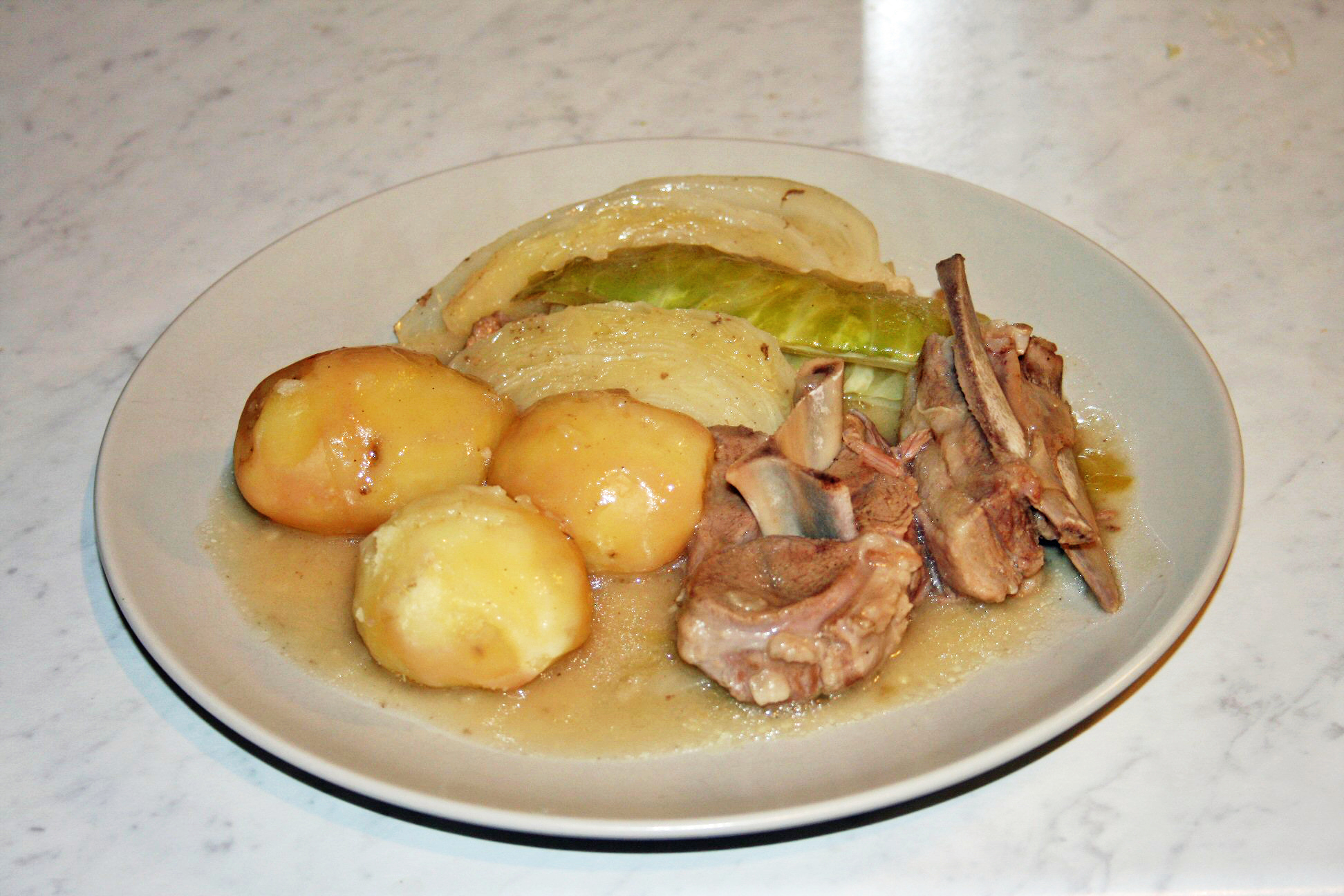
포리콜

노르웨이 요리(Norway 料理, 노르웨이어: norsk mat 노르스크 마트[*])는 북유럽에 있는 노르웨이의 요리이다. 노르웨이는 주변이 산악 지대나 바다로 둘려싸여 있고 야생이 그대로 살아있는 특성 때문에 가능한 한 날 것으로 요리를 해먹는 것이 전통이다. 그렇지만 각 지방마다 상황에 따라 요리의 특성이 두드러지게 나타나는 경우도 있다. 내륙과 해안이 그 예일 것이다.
근현대에 와서도 전통 방식이 강하게 남아있지만 다른 점이 있다면 현대적인 모습으로 변해가고 있다는 것이 있다. 피자, 파스타도 아주 흔하게 찾아볼 수 있고 다른 유럽 지역의 대도시와 사실상 마찬가지로 많은 나라의 요리와 식사 거리를 제공한다.

## 해물

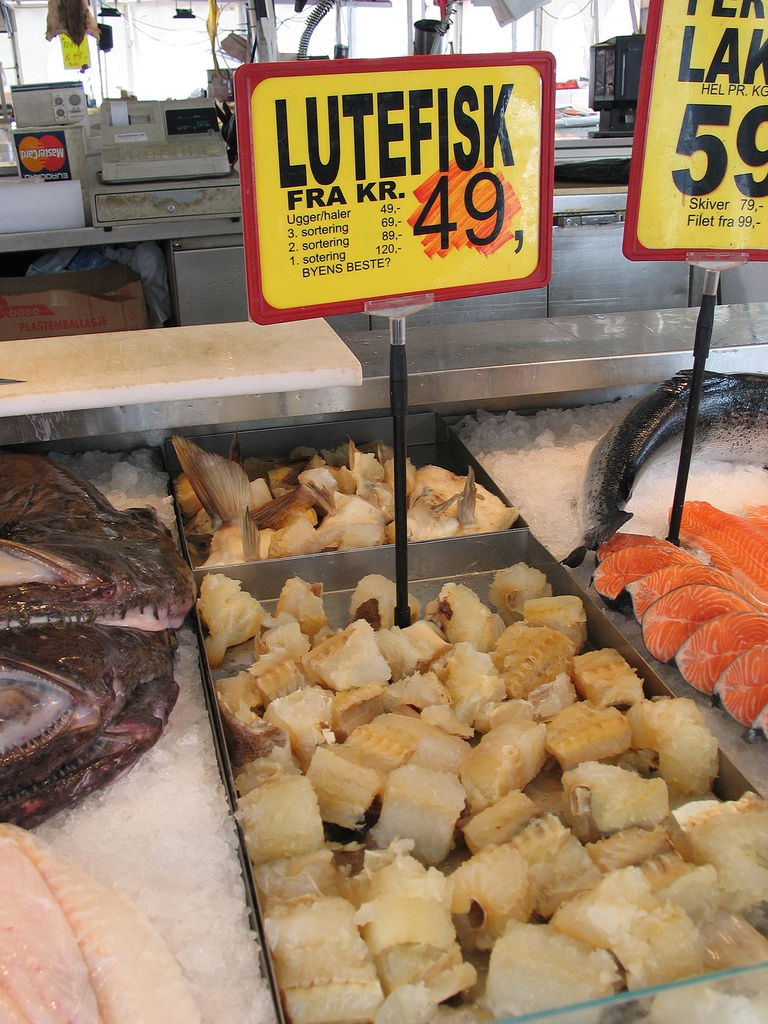
루테피스크

국제적으로 알려져 있는 노르웨이의 대표적인 요리가 있다면 단연 직화 연어 구이일 것이다. 근래에는 주요 수출 품이기도 한데 이 요리는 노르웨이가 자국을 넘어 전 세계적으로 영향을 끼친 가장 중요한 요리 방식의 한 대목이기도 하다. 연기를 피워 연어를 구워먹는 것은 전통적으로 그 방식이 많은 차이가 있지만 으깬 달걀과 샌드위치, 겨자 소스와 곁들여져서 나오는 게 보통이라고 생각하면 된다.
과거에는 노르웨이 산 대구(노르웨이어: Tørrfisk) 건어물이 주요 수출품이었다. 대서양과 북해에 서식하는 대구는 이동을 거듭하기 때문에 수천 년간 인근의 어획량을 풍성하게 유지하게 하였다. 때문에 대구는 노르웨이뿐만 아니라 전 세계적으로도 주요한 식 재료가 되기도 하였는데 이베리아반도나 아프리카 연안 등지에서도 그랬다.
어류의 일종인 연어나 청어, 고등어도 해안가에서는 많이 잡히기 때문에 말려서 먹거나 간을 하기도 한다. 물론 구워먹거나 전통 방식으로 다른 재료와 함께 절여서 먹는 방법도 있다.

## 육류

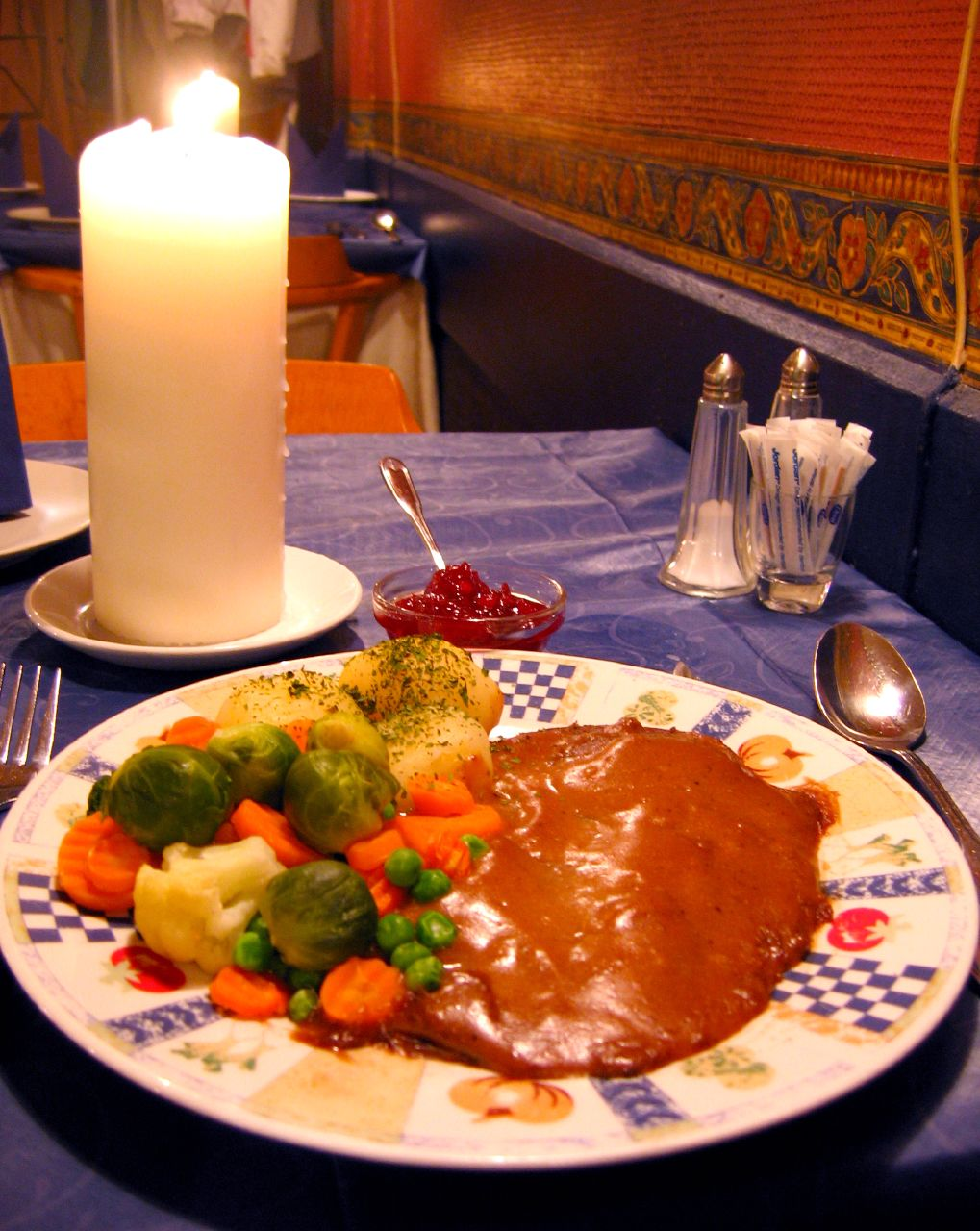
사슴 스테이크(Reinsdyrsteik)

고급스러운 노르웨이의 요리는 대개 사슴 요리나 거위 혹은 가금류를 조리하는 방식이다. 전국적으로 가금류 고기가 유통이 되며 대개는 사냥을 하고 선물로 잡은 것을 주기도 한다. 하지만 그렇다고 해서 흔히 접할 수 있는 요리는 아니며 성대한 명절이나 기념일을 맞아 먹는다. 고기류를 요리할 때 나는 진한 향 때문에 강한 소스가 첨가돼야 한다. 예를 들면 베리 종류를 으깨서 소스를 만든다거나 달콤한 잼을 발라서 만드는 것은 그런 이유가 있어서다.
고기와 소시지 종류는 놀라울 정도로 지역에 따라 다양한데 대개는 사워크림(sout cream)이나 얇은 크래커(flat bread)와 함께 먹는다. 특별히 연기를 피워서 구워 먹는 소시지의 일종인 페나롤(노르웨이어: fenalår)이 있는데 지역마다 각기 방식이 달라서 생각하는 것이 다를 수도 있다. 중세 초기 때부터 죽은 말에 손을 대서는 안 된다는 금기 사항이 있기 때문에 최근까지도 말고기를 먹는다는 것은 상상도 못할 일이다.
양고기는 가을에 흔하고 양배추와 함께 조려서 먹는 포리콜(노르웨이어: fårikål)가 대표적인 예일 것이다. 노르웨이 서부 지역에서는 크리스마스가 다가오면 양고기를 연깃불에 구워 먹는데 이것을 피네쇼트(노르웨이어: Pinnekjøtt)이라고 부른다.
고래 사냥이 산업적으로 발달했던 20세기 초반까지만 해도 쇠고기를 대신해 고래고기가 많이 소비되었다. 하지만 최근에는 고래가 귀해진데다 가격이 많이 올랐고 고래고기의 특성상 금방 변질되어서인지 사람들이 많이 찾지는 않는다. 그렇지만 노르웨이 내에서 고래를 먹는데 대해 논쟁이 있는 것은 아니다.

## 과일과 후식

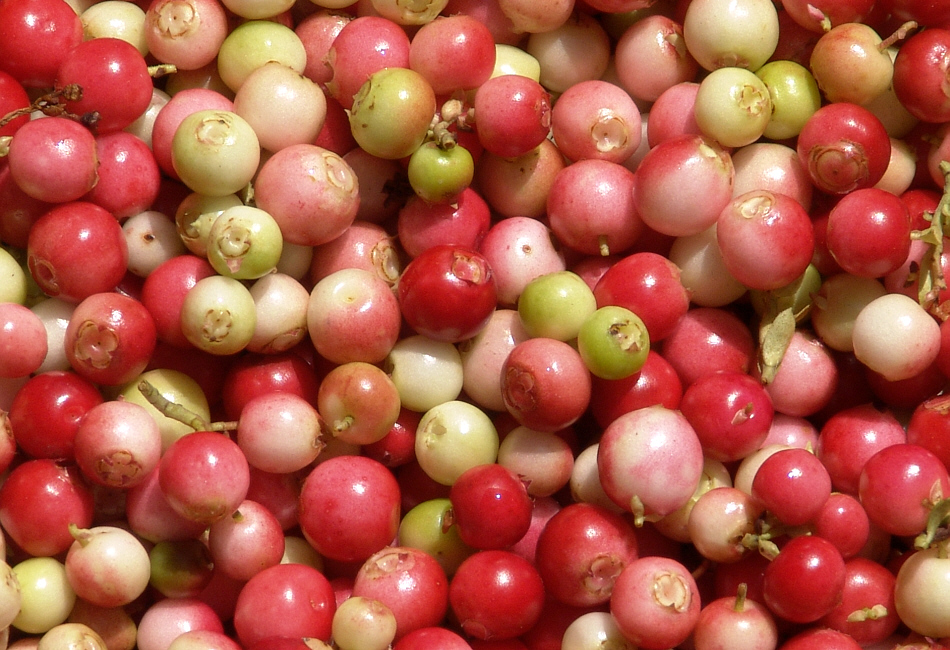
월귤

과일이나 베리류는 대륙 북부 즉 추운 지역일수록 천천히, 늦게 익는다. 그래서인지 작지만 빨리 익거나 강한 맛을 내는 과일을 노르웨이 사람들이 많이 쓴다. 딸기나 블루베리, 월귤, 나무 딸기(raspberry), 사과가 가장 많이 찾는 과일에 속한다. 과일로 만든 후식의 종류도 다양한데 체리가 자라는 지역이라면 체리를 꼭 후식에 같이 곁들여 먹는다. 진들 딸기(cloudberry)는 노르웨이에서도 매우 고급스러운 식재료라서 특별한 날이라면 크림에 진들 딸기를 섞어서 먹는다. 당연히 야생 진들 딸기가 더 비싸고 귀하다.
독일 식과 유사한 스타일의 케이크나 과자류도 많은데 스펀지 케이크가 그런 경우이고 덴마크 식의 과자도 찾아볼 수 있다. 와플 이나 비스킷 류도 그런 예가 있다. 소두구(cardamom)로 맛을 낸다.
커피는 사람들이 아주 자주 먹는 기호품으로서 저녁 식사 전후에 방이나 후식 혹은 술과 곁들여 먹는다. 평균적으로 노르웨이 사람들이 일 년에 소비하는 커피는 1인당 160리터 즉 10kg에 달한다고 알려져 있다. 전국민의 80%가 커피를 마신다. 최근에는 서부 지역에서 원두커피를 우려 먹는 것이 흔해져서 전문 바리스타들이 이탈리아 스타일의 커피를 판매하는 형태의 가게가 흔해졌다.

## 낙농제품
우유나 치즈 같은 낙농제품은 여전히 가장 사랑 받는 식품인데 전국 어디에서든지 찾을 수 있다. 치즈는 수출품이기도 하고 가장 많이 사랑 받는 것으로는 얄스베르그 치즈가 있다. 브루노스트라는 갈색 혹은 붉은 빛을 띠는 치즈도 있지만 이것은 사실 치즈가 아니라 염소젖 속 젖당을 캐러멜화해 만든 유제품이다. 더 고급스럽고 강한 맛을 내는 것으로는 가말로스트가 있는데 문자 그대로 해석을 하면 '오래된 치즈'이다. 오래 묵힌 것이라서 혀를 톡 쏘는 맛을 내며 갈색 빛이다.

## 주류
상업적으로 판매를 하기 위해서든지 아니면 가정에서 증류를 해서 술을 마시든지 할 것 없이 노르웨이의 알코올 증류 역사는 긴 편이다. 최근에는 알코올 증류와 제조에 있어 법규가 엄격해지면서 주류업자들이 더 부유해지고 있다. 색소를 첨가하는 음료는 그 특징에 따라서 불법이기도 하지만 법적인 경우도 있다. 맥주의 경우에는 레드 비어가 많이 팔리는 편인데 필젠 맥주가 가장 인기 있지만 실제로는 전통 방식의 맥주가 맥아로 발효되어 알코올 도수가 더 높다.
증류된 음료수 중에 대표적인 것으로는 아케비트(akevitt)가 있는데 노란 빛의 음료수로서 라틴어로 생명의 물이라는 뜻인 아쿠아 위타이(aqua vitae)에서 이름이 유래했다.
노르웨이에서는 보드카, 생수, 과일주스도 생산된다.

## 같이 보기
- 북유럽 요리